# Artisten

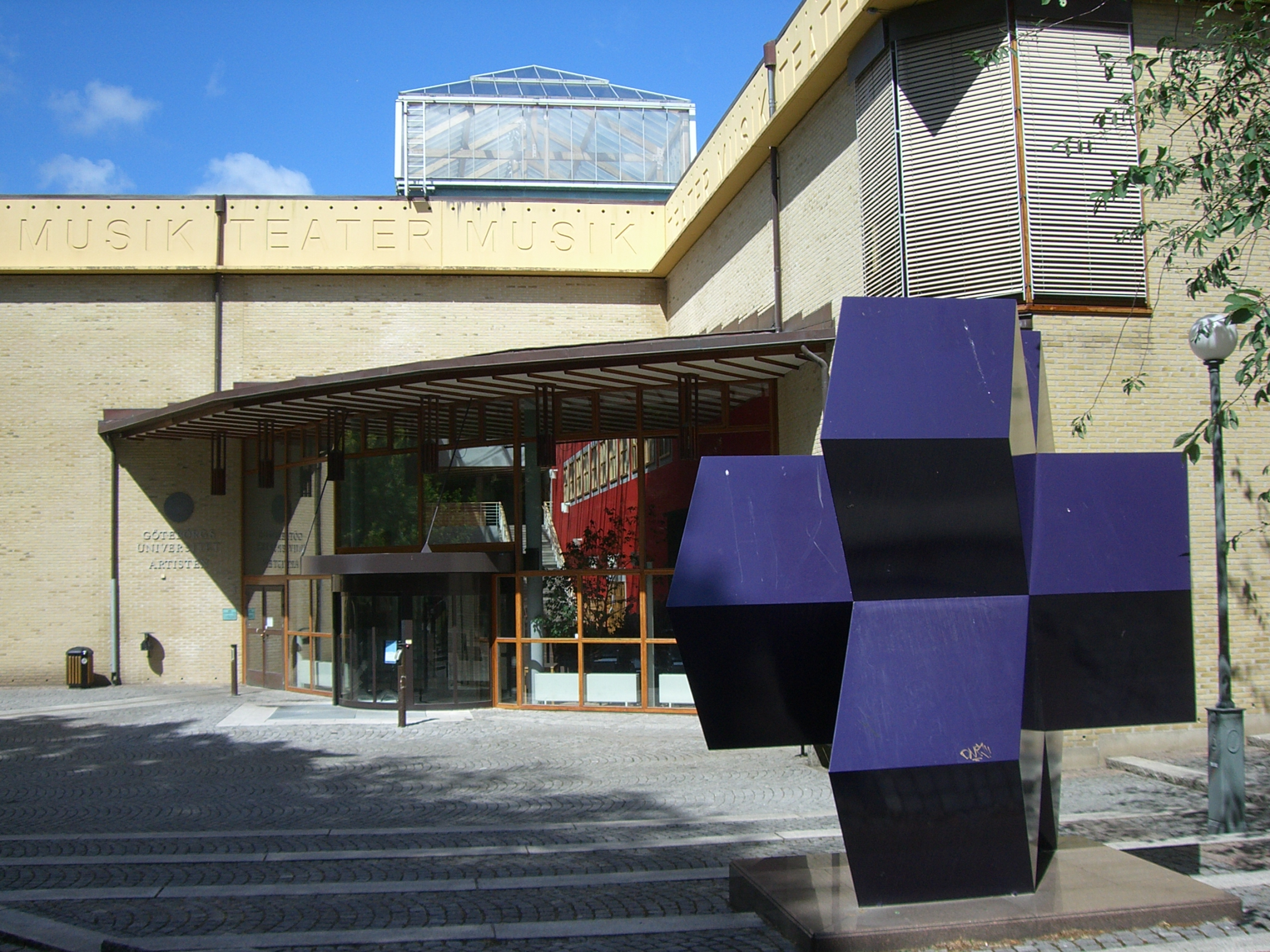
Entrén till byggnaden Artisten, där Högskolan för scen och musik hade sin verksamhet till november 2022. I förgrunden ses Roland Boréns skulptur Incantatio.

Artisten var en byggnad i vilken Högskolan för scen och musik vid Göteborgs universitet hade sin verksamhet till november 2022. Adressen var Fågelsången 1 i stadsdelen Lorensberg och byggnaden var belägen mellan Götaplatsen och Renströmsparken och förband på så sätt Göteborgs kulturella centrum med den humanistiska fakultetens campus. För att göra plats åt Konstnärliga, en ny hemvist åt hela den konstnärliga fakulteten vid Göteborgs universitet, inklusive institutionerna HDK-Valand och Högskolan för scen och musik, revs delar av Artisten under 2023, medan andra delar renoveras för att bli delar av den nya byggnaden. 
Den totala ytan var omkring 18 000 kvadratmeter fördelade på fyra huskroppar i gult tegel och fem våningsplan. Artisten innehöll bland annat en konsertsal med plats för 400 åhörare, två teaterlokaler, en större orgelsal, flera teater- och musikstudior samt en föreläsningssal. I byggnaden fanns även ett bibliotek samt ett kafé. Skulpturgruppen Färdskrivaren av Roj Friberg fanns i entrén.
Den äldsta delen av byggnaderna stod klar 14 november 1935, uppförd åt Göteborgs högre allmänna läroverk för flickor (därefter Kjellbergska gymnasiet) med R.O. Swensson som arkitekt. En ombyggnad gjordes 1992 av Erséus, Frenning och Sjögren och en tillbyggnad som ritades av Nyréns Arkitektkontor stod klar samma år. Genom att tillbyggnaden vridits cirka 45° i förhållande till Olof Wijksgatan, utnyttjas tomten väl. Detta var ursprungligen en del av tävlingen kring universitetets utformning i Renströmsparken. Artisten invigdes den 18 september 1992 av drottning Silvia med ett pukslag, vilket ingick i fanfaren The Queens Touché av Jan Yngwe.
Artisten tilldelades 1993 pris av Per och Alma Olssons fond, "För god byggnadskonst", och i december året innan fick chefsarkitekten Snorre Lindqvist ta emot byggnadsstyrelsens pris för "bästa statliga nybyggnad".
I byggnadens kör- och orgelsal installerades 1998 en orgel i fransk symfonisk 1800-talsstil med orgelbyggaren Aristide Cavaillé-Colls verk som förebild. Orgeln är byggd av Verschueren Orgelbouw BV, Nederländerna. Byggandet av orgeln ingick i ett program som formulerades vid projekteringen av Artisten. Detta program omfattade en orgel i nordtysk 1600-talstil, en orgel i svensk 1700-talsstil och en orgel i fransk symfonisk 1800-talsstil. Den planerade nordtyska barockorgeln har realiserats i Örgryte nya kyrka. En svensk 1700-talsorgel har ännu inte byggts. Innan den franska orgeln kunde installeras, fanns på Artisten temporärt en engelsk romantisk orgel, byggd 1871 av Henry Willis. Denna orgel flyttades senare till en sidoläktare i Örgryte nya kyrka.